# Џон Парот
Џон Стивен Парот (енгл. John Stephen Parrott; 11. мај 1964) бивши је енглески играч снукера. Најбоље резултате бележио је током 1990-их када је и постао светски шампион победивши 1991. Џимија Вајта. Исте сезоне освојио је Првенство Уједињеног Краљевства и тада постао тек трећи играч који је у једној сезони освојио та два турнира.
Након играчке каријере ради за BBC Sport као коментатор мечева и стручни експерт.
Бивши фудбалер Евертона Данкан Фергусон је Паротов зет.

## Успеси
| Исход     | Година | Турнир                     | Противник у финалу | Резултат |
| --------- | ------ | -------------------------- | ------------------ | -------- |
| Финалиста | 1988   | The Classic                | Стив Дејвис        | 11 : 13  |
| Победник  | 1989   | European Open              | Тери Грифитс       | 9 : 8    |
| Финалиста | 1989   | World Snooker Championship | Стив Дејвис        | 3 : 18   |
| Победник  | 1990   | European Open              | Стивен Хендри      | 10 : 6   |
| Победник  | 1991   | World Snooker Championship | Џими Вајт          | 18 : 11  |
| Победник  | 1991   | Dubai Classic              | Тони Ноулс         | 9 : 3    |
| Победник  | 1991   | UK Championship            | Џими Вајт          | 16 : 13  |
| Финалиста | 1992   | Strachan Open              | Џејмс Ватана       | 5 : 9    |
| Победник  | 1992   | Dubai Classic              | Стивен Хендри      | 9 : 8    |
| Финалиста | 1992   | UK Championship            | Џими Вајт          | 9 : 16   |
| Победник  | 1994   | International Open         | Џејмс Ватана       | 9 : 5    |
| Финалиста | 1994   | European Open              | Стивен Хендри      | 3 : 9    |
| Победник  | 1995   | Thailand Classic           | Најџел Бонд        | 9 : 6    |
| Финалиста | 1996   | Welsh Open                 | Марк Вилијамс      | 3 : 9    |
| Победник  | 1996   | European Open              | Питер Ебдон        | 9 : 7    |
| Финалиста | 1997   | European Open              | Џон Хигинс         | 5 : 9    |
| Финалиста | 1997   | German Open                | Џон Хигинс         | 4 : 9    |
| Финалиста | 1998   | Thailand Masters           | Стивен Хендри      | 6 : 9    |